# مارسينيو (لاعب كرة قدم مواليد يوليو 1995)
مارسيو باربوسا فييرا جونيور (بالبرتغالية: Márcio Barbosa Vieira Junior‏) المعروف باسم مارسينيو (بالبرتغالية: Marcinho‏) (مواليد 28 يوليو 1995 في لوندرينا، البرازيل) هو لاعب كرة قدم برازيلي يجيد اللعب في مركز الوسط المهاجم وبدرجة أقل الجناح الأيسر والجناح الأيمن. يلعب حاليا لصالح كروزيرو الذي ينافس في الدوري البرازيلي الدرجة الثانية منذ 2021.

## روابط خارجية
- مارسينيو (لاعب كرة قدم مواليد يوليو 1995) على موقع Soccerway.com (الإنجليزية)